# Her Bitter Cup

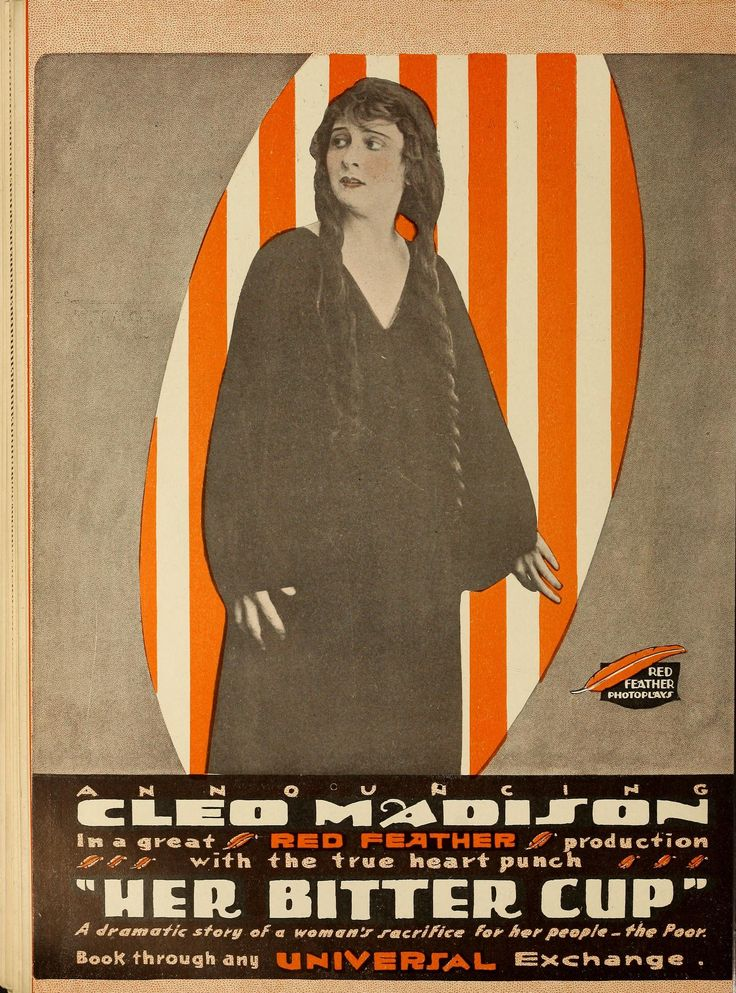
Affiche du film Her Bitter Cup, 1916

Her Bitter Cup est un film muet américain réalisé par Joe King et Cleo Madison et sorti en 1916.

## Synopsis
Rethna travaille très durement pour l'organisation d'une usine qui doit donner un emploi à ses compatriotes. Mais, en face d'elle, se dresse un propriétaire avare et impérieux, Henry Burke. Prenant conscience qu'elle a besoin d'argent pour lutter contre lui, elle devient la maîtresse de son fils, un homme peu scrupuleux...

## Fiche technique
- Réalisation : Joe King, Cleo Madison
- Scénario : Cleo Madison, d'après une histoire de Kathleen Kerrigan
- Production : Cleo Madison
- Date de sortie : États-Unis : 17 avril 1916

## Distribution
- Cleo Madison : Rethna
- Adele Farrington : Mary McDougal
- William V. Mong : Henry Burke
- Edward Hearn : Walter Burke
- Ray Hanford
- Lule Warrenton
- Willis Marks
- Margaret Whistler